# Mike Banks
Michael Anthony Banks, detto Mike, noto anche con lo pseudonimo di Mad Mike (...), è un produttore discografico statunitense di musica Techno, cofondatore, insieme a Jeff Mills, dell'etichetta discografica US "Underground Resistance" e musicista chiave nella "Seconda Generazione" della Musica Techno.

## Biografia
Vive a Detroit, nel Michigan ed è anche un musicista da studio (suona basso e chitarra), che ha suonato nei Parliament/Funkadelic, tra gli altri gruppi. Ha lavorato nella seconda metà degli anni '80 col collettivo "Members of the House", pubblicando diversi singoli da 12". Banks e Mills hanno fondato l'etichetta "Underground Resistance" nei tardi anni '80, ed il duo, insieme a Robert Hood, ha prodotto la maggior parte delle prime produzioni dell'etichetta stessa. Dopo l'abbandono del progetto Underground Resistance da parte di Hood e Mills, Banks si è messo a capo dell'etichetta, pubblicando materiale in vari progetti con lo pseudonimo di "Drexciya" e "Sean Deason" oltre alle sue produzioni omonime; è cofondatore e comproprietario, con Christa Robinson, della Submerge Distribution sin dal 1992, che, insieme alla Underground Resistance, è una etichetta indipendente distributrice in tutto il mondo di Detroit-based Techno.
I suoi lavori più maturi mostrano crescente interesse nell'Acid house e nell'Industrial. Banks abbraccia fortemente un'etica underground e rifiuta di farsi fotografare in pubblico come parte della sua filosofia, e le sue produzioni spesso mostrano elementi di critica sociale e politica, che lo hanno reso una figura controversa nella scena della Musica Elettronica Detroitiana. Banks ha smesso di esibirsi dal vivo nei tardi anni '90, a causa di continui problemi con le "Custom Agencies", ma ha re-iniziato la sua attività live dalla seconda metà del 2000.

## Produzioni
- Members Of The House - Keep Believin' (1987)
- Members Of The House - Share This House (1988)
- Underground Resistance - Your Time Is Up , Direct Me (1990)
- X-101 - Sonic Destroyer (1991)
- Underground Resistance - Waveform EP (1991)
- Underground Resistance - Nation 2 Nation (1991)
- Members Of The House - Reach Out For The Love , These Are My People (1991)
- X-102 - Discovers The Rings Of Saturn (Tresor, 1992)
- Underground Resistance - Acid Rain II; Belgian Resistance; Kamikaze; Message To The Majors; The Seawolf; Piranha; Death Star; Happy Trax No. 1 (1992)
- Underground Resistance - World 2 World (1992)
- Underground Resistance - Revolution For Change (1992)
- The Martian - Meet The Red Planet (1992)
- Davina - Don't You Want It (1992)
- Galaxy 2 Galaxy - Galaxy 2 Galaxy (double-maxi comportant les morceaux Hi-Tech Jazz (The Science), Hi-Tech Jazz (The Elements), Journey Of The Dragons, Star Sailing, Astral Apache, Deep Space 9, Rhythm Of Infinity, Metamorphosis) (1993)
- The Martian - Cosmic Movement / Star Dancer (Red Planet) (1993)
- The Martian - Journey To The Martian Polar Cap (Red Planet) (1993)
- The Martian - Sex In Zero Gravity (Red Planet) (1993)
- The Martian - The Long Winter Of Mars (Red Planet) (1994)
- Members Of The House - Party Of The Year (1994)
- The Martian - Ghostdancer (1995)
- L'Homme Van Renn - The (Real) Love Thang (1995)
- The Martian - Firekeeper / Vortexual Conceptions (1996)
- The Martian - Particle Shower / The Voice Of Grandmother (1996)
- L'Homme Van Renn - Luv + Affection (1996)
- UR - The Hostile / Ambush (1997)
- UR - Codebreaker (1997)
- UR - Radioactive Rhythms (1997)
- UR - The Turning Point (1997)
- UR - Millennium To Millennium (2001)
- UR - Inspiration / Transition (2002)
- UR - Illuminator (2002)
- UR - The Analog Assassin (2002)
- UR - Actuator (2003)
- The Martian - Pipecarrier (2003)
- The Martian - Tobacco Ties / Spacewalker (2003)
- Perception & Mad Mike - Windchime (Underground Resistance, 2004)
- UR - My Ya Ya (2004)
- The Martian - The Last Stand EP (2004)
- UR - Presents Galaxy 2 Galaxy - A Hi-Tech Jazz Compilation (2005)
- Mad Mike - Scalper (Underground Resistance, 2005)
- Mad Mike - Attack Of The Sonic Samurai (Somewhere In Detroit, 2006)
- 040 - Never (Underground Resistance, 2006)
- Mad Mike - Hi-Tech Dreams / Lo-Tech Reality (Underground Resistance, 2007)
- X-102 - Rediscovers The Rings Of Saturn (Tresor, 2008)